# Gustav Naan
Gustav Naan (17. května 1919 Bolšoj Kameň – 12. ledna 1994 Tallinn) byl estonský fyzik a filozof, člen Estonské akademie věd. Absolvoval Matematicko-fyzikální fakultu Petrohradské státní univerzity v roce 1941 a Vysokou školu stranickou ústředního výboru Komunistické strany SSSR (rusky Высшая партийная школа при ЦК КПСС) v Moskvě roku 1946. Pak se přestěhoval do Estonska. Podílel se na šestisvazkových Dějinách filosofie za redakce Michaila Dynnika, které vyšly v SSSR v letech 1957–1965 a byly přeloženy do češtiny.